# 日本サイコセラピー学会
日本サイコセラピー学会（にほんサイコセラピーがっかい、英:  The Japan Federation for Psychotherapy）は、相互の学派を超えてサイコセラピーの発展・普及・洗練を目指し結成された学会である。1999年6月に日本サイコセラピー研究会（JFP）が発足し、2001年より研究会から日本サイコセラピー学会へと発展し組織化された。
主な事業活動は学術講演会の開催、学会誌の発行、サイコセラピスト資格の認定などである。

## 学会誌
- 日本サイコセラピー学会雑誌